# Colombo

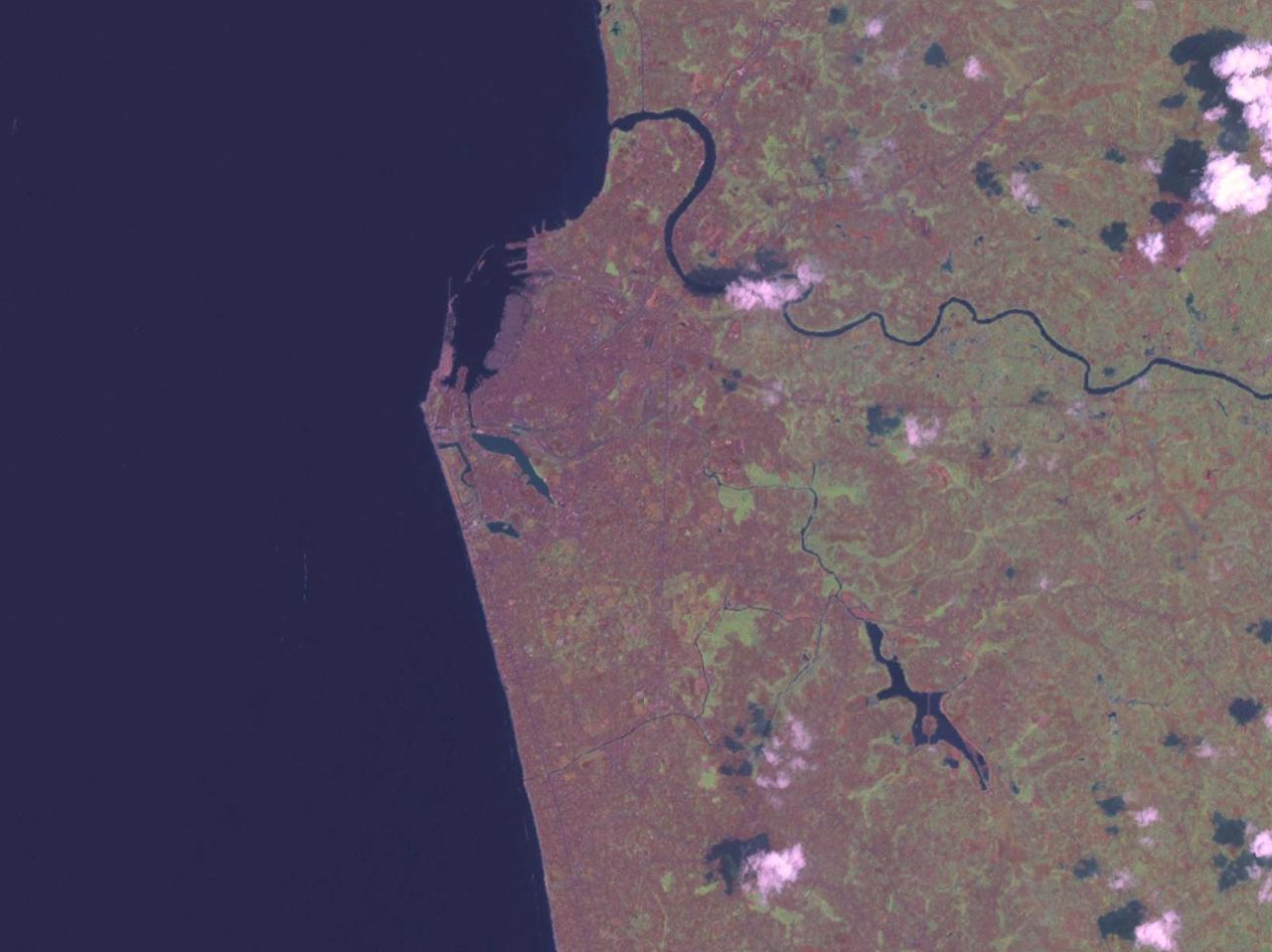
Colombo az űrből

Colombo (szingalézül: කොළඹ (Kolamba), tamilul: கொழும்பு (Kolumpu)), Srí Lanka legnagyobb városa, egyben 1982-ig fővárosa is volt. Lakosainak száma 752 000 (2011), elővárosokkal együtt kb. 5,6 millió.

## Nevének eredete
A Colombo név eredete a szingaléz  Kola-amba-thota, amely lombos mangófákkal övezett kikötőt jelent. Ibn Battúta szerint a helyet már a 14. században Kalanpunak nevezték.
A név a portugálokat Kolumbusz Kristófra emlékeztette, így a nagy felfedező nevéhez hasonló alakban vették át a  bennszülöttektől.

## Története
Colombo már kétezer évvel ezelőtt is ismert volt a római, arab és kínai kereskedők számára. A 8. században muzulmánok telepedtek le itt, akik a szingaléz királyság területére bonyolították a kereskedelmet a külvilággal. A portugálok a 16. században érkeztek ide. Elűzték a muszlimokat és az itteni fűszerkereskedelem védelmére erődöt építettek., ahova állandó helyőrséget telepítettek. 1656-ban heves ostrom után a hollandok foglalták el az erődítményt és a települést. 1796-ig Colombo volt a Holland Kelet-indiai Társaság által irányított tengeri tartományok fővárosa. 1802-ben a terület új urai, a britek Colombót tették meg Ceylon nevű gyarmatuk székhelyévé.
A gyarmatosítás korszaka 1948-ban ért véget, amikor Ceylon elnyerte függetlenségét. A külföldi gyarmatosítás azonban máig is tartó mélyreható nyomokat hagyott a térségben. Ez megmutatkozik a törvényekben éppúgy, mint az öltözködésben, az ételekben, a vallásban, a nyelvben és a nevekben. A sok évszázados gyarmati uralom legnyilvánvalóbb maradványa a város épületeiben mutatkozik meg, melyeken a portugálok, a hollandok és az angolok is rajta hagyták névjegyüket. Az 1980-as években Colombo elveszítette kizárólagos fővárosi rangját. Srí Lanka új adminisztrációs fővárosa ma Szrí Dzsajavardhanapura Kótté.

## A mai Colombo
Ma a Srí Lanka-i vállalatok többségének Colombo a székhelye. Az ipari tevékenység főként a vegyipar, a textilipar, üvegipar, cementgyártás, bőripar és bútoripar. Jelentős az aranyművesség, az ékszerészet. A várostól nem messze olajfinomító is működik. A városközpontban áll Dél-Ázsia második legmagasabb épülete, a Világkereskedelmi Központ. A 40 emeletes Twin Tower komplexum fontos kereskedelmi vállalatok székháza.
A város a központja az ország kulturális életének is. Itt van a Colombói Egyetem, több főiskola, a nemzeti múzeum, számos templom és mecset. A város buddhista és hindu templomai több száz éves múltra tekintenek vissza. Itt van a Srí Lanka-i Rádió székháza, a 
Sri Lanka Broadcasting Corporation Dél-Ázsia legrégibb rádióállomása.

## Látnivalók
Colombo szíve ma is az erőd, ahol a kormány irodáinak legtöbbje és az öt legelegánsabb szálloda található, valamint az éjszakai szórakozóhelyek többsége is. Itt vannak a legjobb üzletek, éttermek, a bankok, a főposta, a bevándorlási hivatal és az utazási irodák.
A legfontosabb turista látványosságok a gyarmatosítás korában emelt épületek:
- Az elnöki palota, amely korábban a parlament épülete volt
- A 19. században épített Grand Oriental Hotel
- A Lighthouse Clock Tower óratorony, mely az erőd talán legjellegzetesebb épülete és állandóan mutatja az időt
- A főposta épülete
- A holland időszakban épített Delft Gateway és a wolvendaali református templom
- A rendőrkapitányság épülete, egykor holland kórház volt
- A gyarmati korszakban épültek még a Chartered Bank Building, a Hong Kong és a Shanghai Bank, valamint a Gordon Gardensben levő Queen Victoria Station épületei
- A modern épületek közül a Ceylinco Building, mely az ország egyetlen az 1960-as években épített magas épülete, a Világkereskedelmi Központ, valamint a Hilton, Galadari és az Intercontinental Hotel épületei érdemelnek említést.
- Ma is láthatók még azok az ágyúk, amelyeket még a portugálok hoztak ide és egykor a várost védték a támadókkal szemben.
- Közel a tengerhez és a strandhoz található a Galle Face Green, ahol nagy tömegek szoktak összegyűlni és hatalmas koncerteket rendeznek.
- A Slave Island egy sziget, melyet a Beira Lake, a város legnagyobb tava vesz körül. Egykor a hollandok itt tartották az Afrikából idehurcolt rabszolgákat. Ez ma a város kereskedelmi negyede, ahol kereskedelmi cégek, luxusszállodák, bevásárlóközpontok és áruházak sorakoznak. Éjszaka itt is élénk élet zajlik.
- Kollupitija vagy Colpetty az a városrész, ahol legjobban megnyilvánul Colombo világvárosi jellege. Mindenütt felhőkarcolók, modern vásár- és üzleti komplexumok láthatók. 2017-ben itt épült fel az ország akkori legmagasabb felhőkarcolója, a Grand Hyatt Colombo.[2]
- A Lótusz-torony 2019-es elkészültekor az ország legmagasabb építménye volt.

## Népesség
A város multikulturális és soknemzetiségű Sri Lankán belül: a városon belül élnek szingalézek, tamilok és mórok. A városban jelentős mértékű indiai, kínai, maláj, portugál és holland közösség is él.
A 2001-es népszámlás szerint a következő összetételű a város:
| Szám | Nemzetiség          | Népesség | % Teljes lakosság |
| ---- | ------------------- | -------- | ----------------- |
| 1    | szingalézek         | 265 657  | 41,36             |
| 2    | Sri Lanka-i tamilok | 185 672  | 28,91             |
| 3    | Sri Lanka-i mórok   | 153 299  | 23,87             |
| 4    | indiai tamilok      | 13 968   | 2,17              |
| 5    | Sri Lanka-i malájok | 11 149   | 1,73              |
| 6    | burgherek           | 5273     | 0,82              |
| 7    | Sri Lanka-i csettik | 740      | 0,11              |
| 8    | bárathák            | 471      | 0,07              |
| 9    | egyéb               | 5934     | 0,96              |
| 10   | összesen            | 642 163  | 100               |

## Sport
A városban (ahogy az egész országban is) igen népszerű a krikett. Több nemzetközi krikettpálya is található Colombóban (többek között az ország legnagyobb stadionja, a 35 000 férőhelyes R. Prémadásza Stadion), és itt van a Srí Lanka-i Húsz20-as krikettbajnokság, a Lanka Premier League egyik csapatának, a Colombo Strikersnek a székhelye.

## Képek

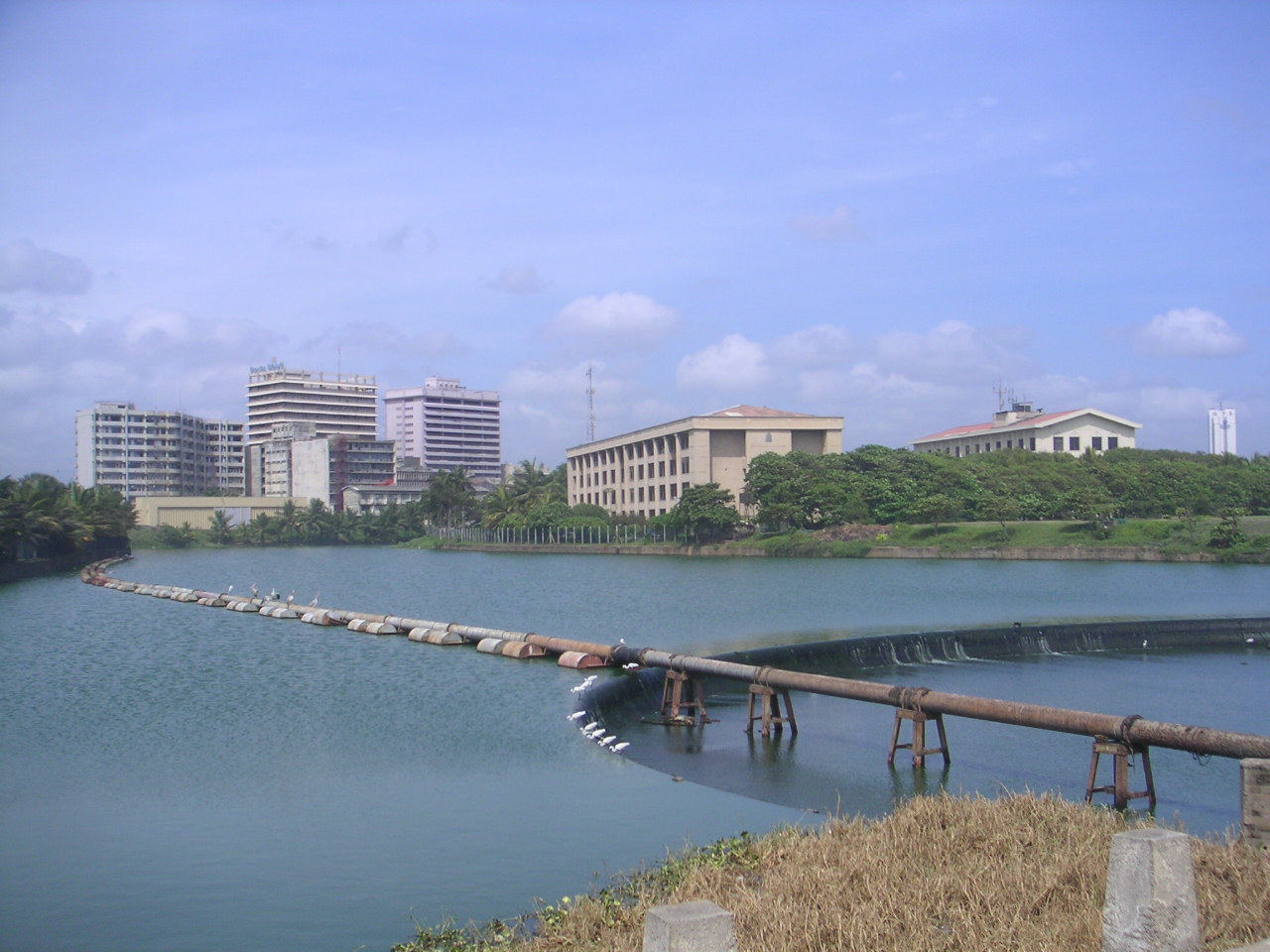
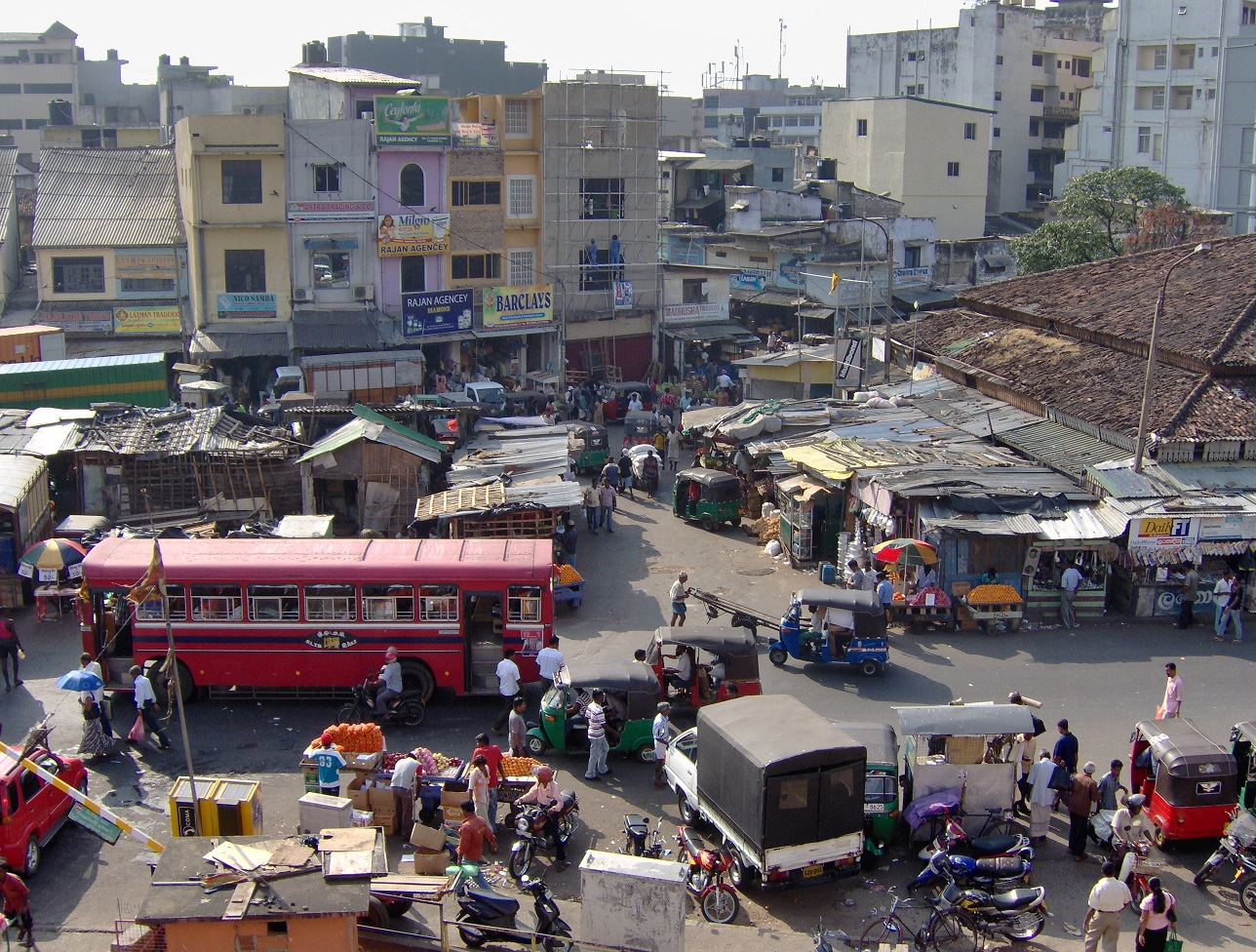
A Pitakotuva nevű városrész
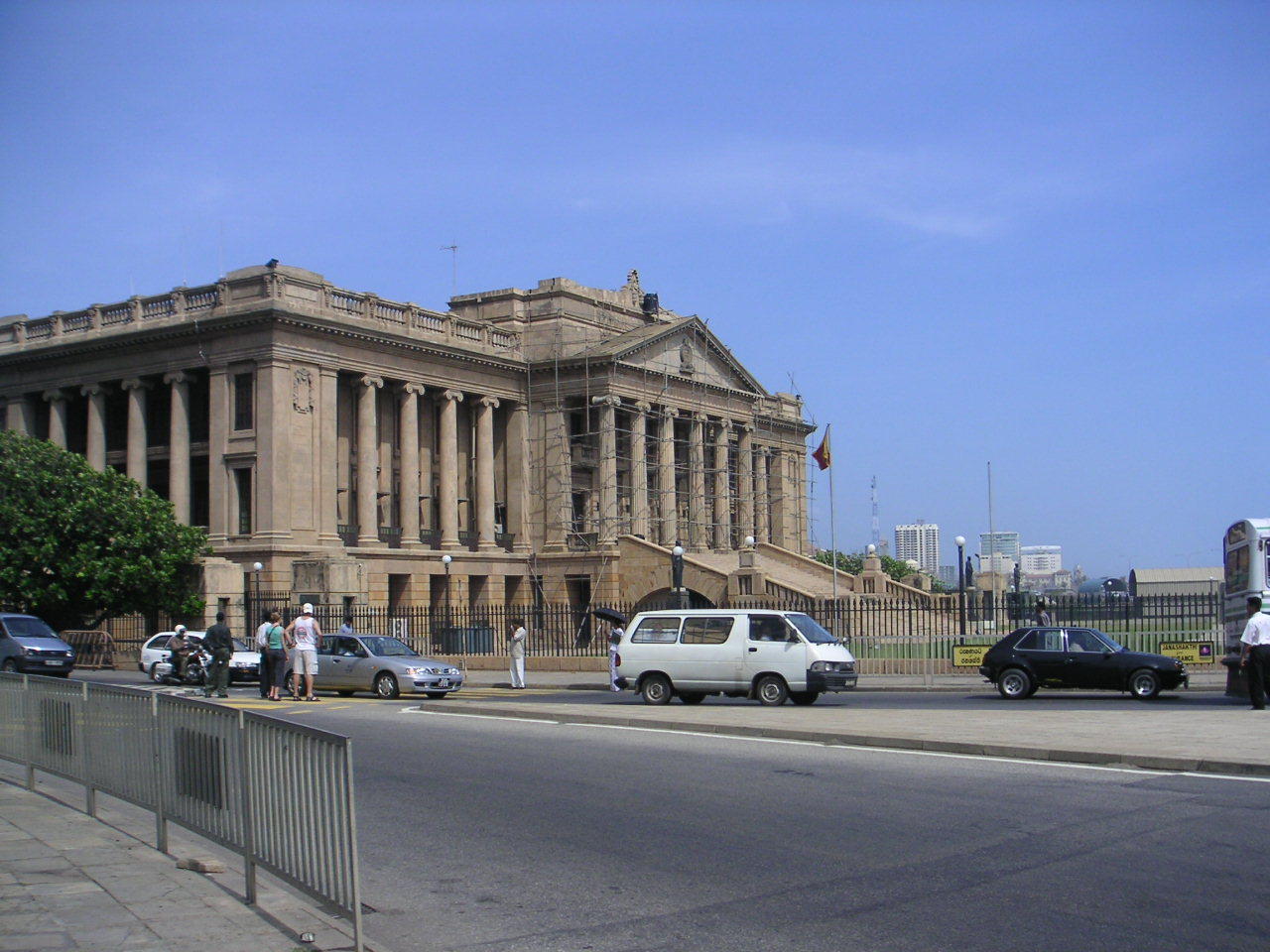
Az elnöki palota
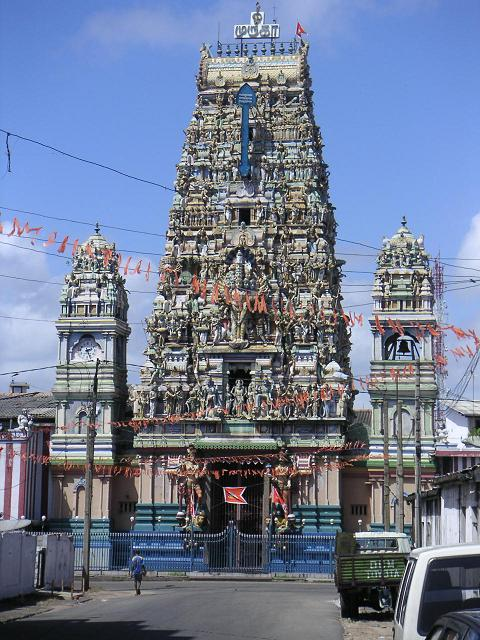
Hindu templom
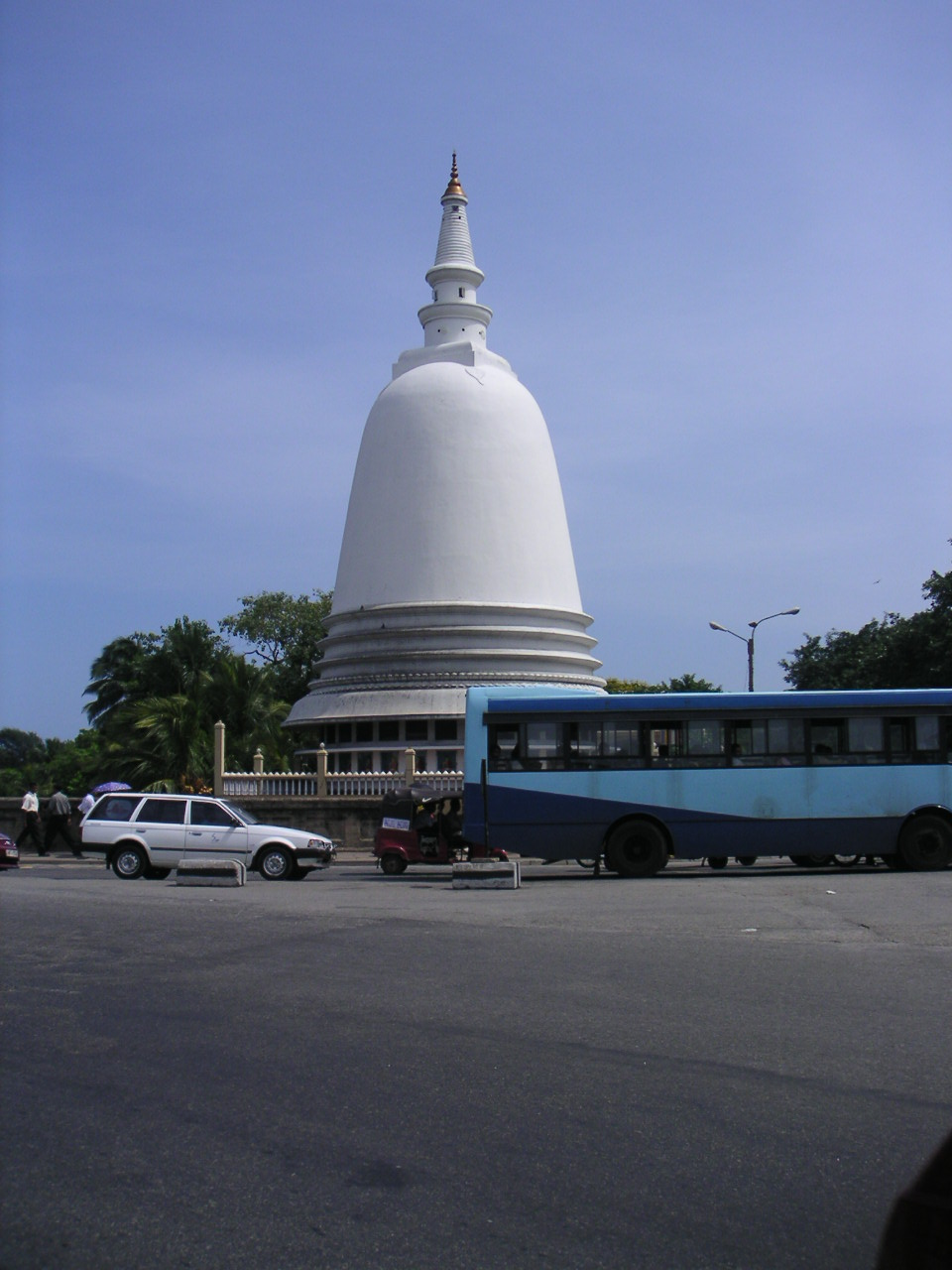
Buddhista sztúpa